# OMXS30
OMX Stockholm 30 (OMXS30) är ett index som mäter kursutvecklingen för trettio av de största och mest omsatta aktierna på Stockholmsbörsen. Indexets basdatum är den 30 september 1986, med basvärde 125. Indexet bytte namn från OMX till OMXS30 den 15 november 2004.
Sammansättningen av OMXS30 revideras den första handelsdagen i januari och juli varje år. Tidigare utgjordes OMXS30 av de trettio mest omsatta aktierna på Stockholmsbörsen, men den 1 juli 2025 genomförde Nasdaq flera förändringar av indexet. Efter ändringarna är det istället börsvärdet för den del av bolagets aktier som kan handlas fritt (på engelska free float) som utgör det primära urvalskriteriet till indexet. För att inkluderas i indexet måste dock aktien ha haft en daglig omsättning på i genomsnitt 50 miljoner SEK under en halvårsperiod med början sju månader före revideringsdagen för indexet. I samband med förändringen av OMXS30 införde Nasdaq också begränsningar så att endast ett aktieslag per bolag kan ingå i indexet och ingen aktie kan utgöra mer än 15 procent av indexet.
Då OMXS30 enbart mäter kursutvecklingen utan att ta hänsyn till bolagens utdelningar, så är det ett rent s.k. prisindex, inte ett index som visar totalavkastning. Ett alternativt totalavkastningsindex är OMXS30GI.

## Sammansättning av OMXS30
Ingående aktier i OMXS30 per den 1 juli 2025.
| Aktie              | Kortnamn | GICS-sektor        |
| ------------------ | -------- | ------------------ |
| ABB Ltd            | ABB      | Industri           |
| Addtech B          | ADDT B   | Industri           |
| Alfa Laval         | ALFA     | Industri           |
| Assa Abloy B       | ASSA B   | Industri           |
| AstraZeneca        | AZN      | Hälsovård          |
| Atlas Copco A      | ATCO A   | Industri           |
| Boliden            | BOL      | Material           |
| Epiroc A           | EPI A    | Industri           |
| EQT                | EQT      | Finans             |
| Ericsson B         | ERIC B   | Informationsteknik |
| Essity B           | ESSITY B | Dagligvaror        |
| Evolution          | EVO      | Sällanköpsvaror    |
| Handelsbanken A    | SHB A    | Finans             |
| Hennes & Mauritz B | HM B     | Sällanköpsvaror    |
| Hexagon B          | HEXA B   | Informationsteknik |
| Industrivärden C   | INDU C   | Finans             |
| Investor B         | INVE B   | Finans             |
| Lifco B            | LIFCO B  | Industri           |
| Nibe Industrier B  | NIBE B   | Industri           |
| Nordea Bank Abp    | NDA SE   | Finans             |
| Saab B             | SAAB B   | Industri           |
| Sandvik            | SAND     | Industri           |
| SCA B              | SCA B    | Material           |
| SEB A              | SEB A    | Finans             |
| Skanska B          | SKA B    | Industri           |
| SKF B              | SKF B    | Industri           |
| Swedbank A         | SWED A   | Finans             |
| Tele2 B            | TEL2 B   | Telekommunikation  |
| Telia              | TELIA    | Telekommunikation  |
| Volvo B            | VOLV B   | Industri           |

## Historiska förändringar av OMXS30
Inkluderade och exkluderade aktier i OMXS30, från år 2000 och senare.
| Datum      | Inkluderade aktier                                             | Exkluderade aktier                                                                            |
| ---------- | -------------------------------------------------------------- | --------------------------------------------------------------------------------------------- |
| 2000-01-03 | Icon Medialab, Securitas B, WM-data B                          | Scania B, Stora Enso A                                                                        |
| 2000-05-11 | Sandvik                                                        | Sandvik A, Sandvik B                                                                          |
| 2000-06-13 | Telia                                                          |                                                                                               |
| 2000-07-03 | Framfab                                                        |                                                                                               |
| 2001-01-02 | Assa Abloy                                                     | Kinnevik B, Trelleborg B                                                                      |
| 2001-07-02 | Eniro, Europolitan Vodafone                                    | Framfab, Icon Medialab                                                                        |
| 2003-01-02 | Alfa Laval, Swedish Match                                      | Pharmacia & Upjohn, WM-data B                                                                 |
| 2003-07-01 | Drott B                                                        | Europolitan Vodafone                                                                          |
| 2006-07-03 | Boliden, Vostok Nafta Ltd                                      | Fabege B, Old Mutual                                                                          |
| 2007-01-02 | Scania B                                                       | Holmen B                                                                                      |
| 2007-07-02 | SSAB A                                                         | Stora Enso R                                                                                  |
| 2008-01-02 | Lundin Petroleum                                               | Autoliv SDB                                                                                   |
| 2009-01-02 |                                                                | Vostok Gas Ltd                                                                                |
| 2009-07-01 | Getinge B, Modern Times Group B                                | Eniro                                                                                         |
| 2014-06-05 |                                                                | Scania B                                                                                      |
| 2014-07-01 | Kinnevik B                                                     |                                                                                               |
| 2016-01-04 | Fingerprint Cards B                                            | Modern Times Group B                                                                          |
| 2017-01-02 | Autoliv SDB                                                    | Nokia Oyj                                                                                     |
| 2017-06-12 | Essity B                                                       |                                                                                               |
| 2018-01-02 |                                                                | Lundin Petroleum                                                                              |
| 2018-07-02 | Hexagon B                                                      | Fingerprint Cards B                                                                           |
| 2021-01-04 | Evolution                                                      | SSAB A                                                                                        |
| 2021-07-01 | Sinch                                                          | Securitas B                                                                                   |
| 2022-07-01 | Samhällsbyggnadsbolaget i Norden B                             | Skanska B                                                                                     |
| 2022-11-18 |                                                                | Swedish Match                                                                                 |
| 2023-01-02 | Nibe Industrier B                                              |                                                                                               |
| 2024-07-01 | Saab B                                                         | Autoliv SDB                                                                                   |
| 2025-07-01 | Addtech B, Epiroc A, EQT, Industrivärden C, Lifco B, Skanska B | Atlas Copco B, Electrolux B, Getinge B, Kinnevik B, Samhällsbyggnadsbolaget i Norden B, Sinch |